# Углепромышленное акционерное общество Подмосковного района

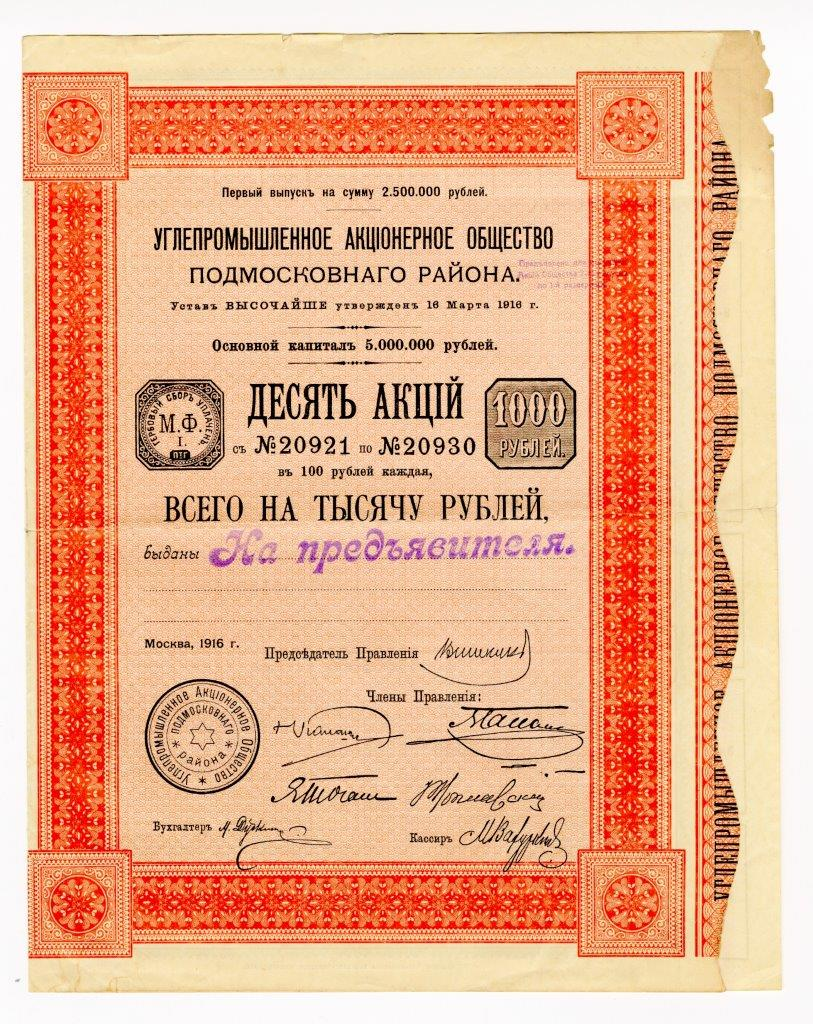
Десять акций на предъявителя всего на 1000 руб. Углепромышленного акционерного общества Подмосковного района с основным капиталом в 5 млн руб. Москва, 1916 г.

Углепромышленное акционерное общество Подмосковного района начало свои действия в самый разгар Первой мировой войны (Устав Высочайше утвержден 16 марта 1916 г.), когда промышленность Российской империи особенно остро нуждалась в энергоресурсах для бесперебойного производства необходимых фронту вооружений и боеприпасов. Правление Общества располагалось в Москве.
Компания сдавала в аренду расположенные на принадлежащих ей землях Подмосковного угольного бассейна (Мосбасса) месторождения «черного золота», залежи которого были открыты в регионе еще в 1722 г. , Мосбасс занимал часть площадей нынешних Ленинградской, Новгородской, Тверской, Смоленской, Московской, Калужской, Тульской и Рязанской областей.
Одним из членов Правления Углепромышленного акционерного общества Подмосковного района был видный русский предприниматель и общественный деятель, член Государственного совета по выборам В. П. Глебов, дед известного советского актера, народного артиста СССР П. П. Глебова. Мажоритарным акционером Углепромышленного общества являлся П. О. Гукасов — известный российский промышленник, инженер и финансист.
C установлением Советской власти Углепромышленное акционерное общество Подмосковного района подлежало национализации в соответствии с декретом СНК от 28 июня 1918 г. «О национализации крупнейших предприятий по горной, металлургической и металлообрабатывающей, текстильной, электротехнической, лесопильной и деревообделочной, табачной, стекольной и керамической, кожевенной, цементной и прочим отраслям промышленности, паровых мельниц, предприятий по местному благоустройству и предприятий в области железнодорожного транспорта».